# Civatateo

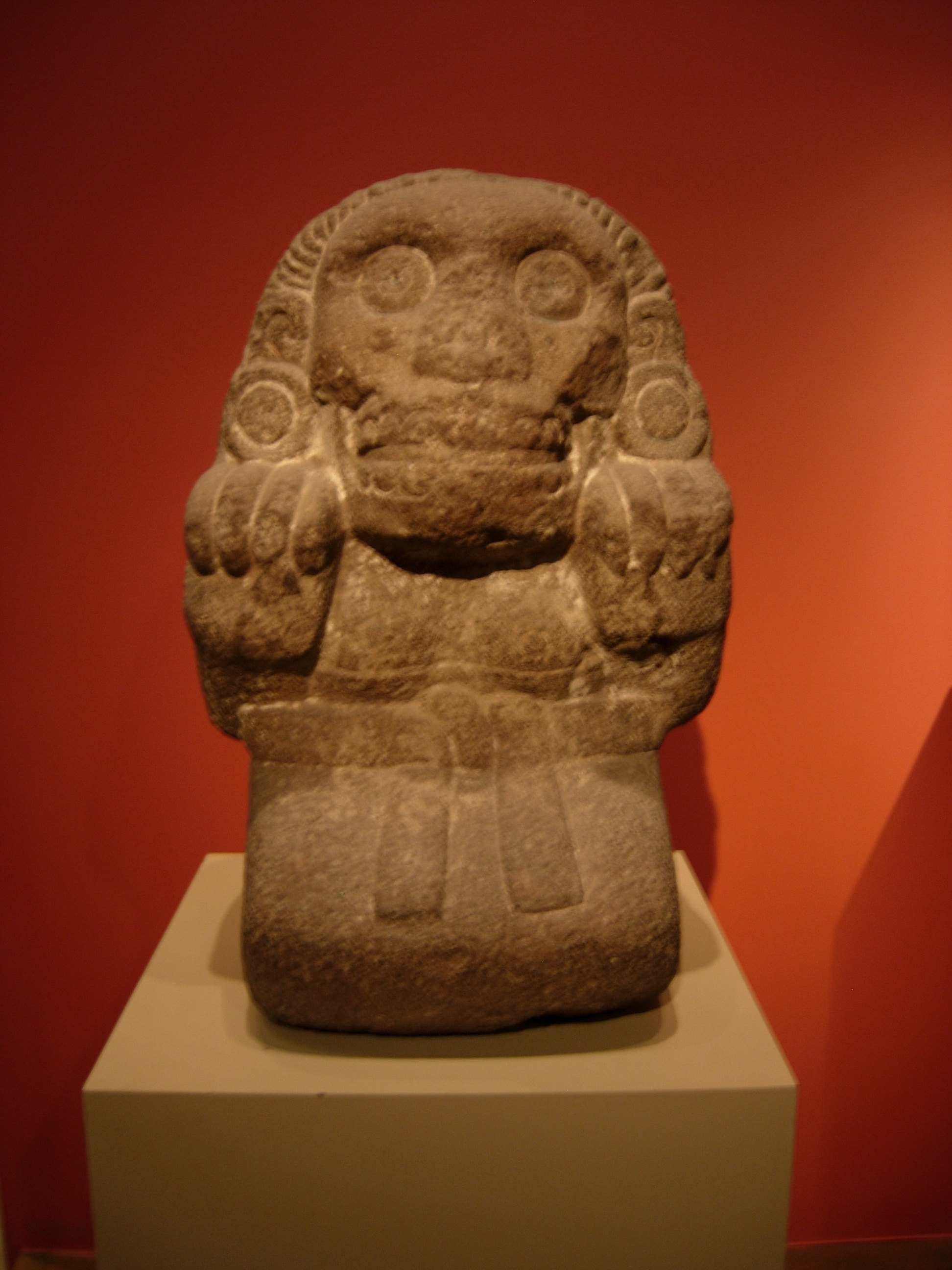

De acordo com a mitologia asteca, as Civatateo eras almas vampiras serventes do deus Tezcatlipoca. Seriam mulheres nobres que morreram em decorrência do parto e, antes de irem ao Mictlan, assombravam templos e viajantes.